# Sattam bin Sa'ud Al Sa'ud
Saṭṭām bin Saʿūd Āl Saʿūd (in arabo سطام بن سعود بن عبد العزيز آل سعود‎?; Riyad, 1954) è un principe, funzionario e diplomatico saudita, membro della famiglia reale Āl Saʿūd.

## Biografia
Il principe Sattam è nato a Riad nel 1954 ed era figlio di re Sa'ud. Ha frequentato le scuole elementari presso la scuola dei principi della capitale e le medie e le superiori presso la scuola dei principi nella capitale. Nel 1977 ha conseguito una laurea in storia presso l'Università Re Sa'ud. Nel 1981, ha cominciato a lavorare nel ministero dell'interno. Ha accompagnato il defunto principe ereditario Sultan in molte visite ufficiali. Si è recato negli stati del golfo, in Siria, in Egitto, in Marocco, in Russia, in Spagna e in altri paesi. Ha sostenuto la pubblicazione di diversi libri sulla figura paterna.

## Vita personale
Il principe è sposato con Haifa bint Hamoud Al-Fahad Rashid e ha due figli: Khalid e Al Anoud.